# Nanterre 92
Maillots
Actualités
Nanterre 92, anciennement Jeunesse Sportive des Fontenelles de Nanterre (JSF Nanterre), est un club français de basket-ball basé à Nanterre (Hauts-de-Seine) fondé en 1927. Le club évolue en première division du championnat de France.

## Historique

### Les débuts
Créée en 1927 et confortée par sa fusion, intervenue dans les années 1990-1995 avec la section basket-ball du club omnisports de l'Entente sportive de Nanterre (ESN), la JSF Nanterre est le deuxième club de basket-ball francilien.
Basé à Nanterre, dans les Hauts-de-Seine, le club évolue dans divisions départementales et régionales les plus basses jusqu'à la fin des années 1980. 
C'est en 1987 qu'une poignée de bénévoles reprend le club et lui fait gravir peu à peu les échelons. De 1989 à 2004, le club connaît dix montées en quinze ans, sans jamais avoir été relégué ni changé les pierres angulaires de cette progression, puisque le président Jean Donnadieu et son fils, l'entraîneur de l'équipe première, Pascal restent à leurs postes durant toute cette période.
Depuis septembre 2007, le club a également ouvert un centre de formation qui permet à douze joueurs de la région Île-de-France de concilier études et sport de haut niveau, avec l'appui du Conseil régional, du Conseil général et de la mairie de Nanterre.

### Les années Pro B et les débuts en Pro A (2004-2012)
Pour sa première saison en Pro B, en 2004-2005, le club se classe huitième et accède ainsi aux play-offs. Malgré une défaite en deux matchs face au vainqueur, l'Étendard de Brest, la saison est prometteuse et augure de bonnes choses pour le promu francilien. La saison suivante se révèle néanmoins plus compliquée, et le club ne parvient pas à se hisser dans le top 8 synonyme de play-offs.
En 2006-2007, en marge d'une qualification en play-offs, le club atteint la finale de la Coupe de France, après avoir notamment éliminé l'Élan Chalon en quart de finale puis Antibes en demi-finale. Le 13 mai 2007, la JSF Nanterre affronte l'Elan Béarnais Pau-Orthez, et s'incline 92-83. Les joueurs nanterriens, emmenés par Steffon Bradford (24 pts), Andrew Drevo (18 pts) et Joachim Ekanga-Ehawa (15 pts) tiennent en effet la dragée haute à leurs adversaires et sont au contact jusqu'au milieu du quatrième quart-temps, avant de finalement céder face au favori palois.
Les joueurs nanterriens s'inclinent face à Saint-Quentin au premier tour des play-offs, sur un panier au buzzer d'Eric Craven lors du match d'appui au Palais des Sports. L'ailier nanterrien Joachim Ekanga-Ehawa est  élu MVP français de Pro B.
2007-2008 se révèle également être une belle saison pour le club francilien, qui termine sixième de la saison régulière et affronte Poitiers au premier tour des play-offs. Deux défaites scellent le sort des Nanterriens, éliminés par le futur finaliste. Néanmoins, le club manque de peu de récidiver son aventure en Coupe de France de l'année précédente. En huitième de finale, Nanterre affronte Strasbourg (Pro A) et s'impose 72-71. Elle affronte un autre pensionnaire de Pro A en quart de finale, qui se trouve être de surcroît son bourreau l'année passée en finale de cette même compétition : l'Elan Béarnais Pau-Orthez. Les Nanterriens créent à nouveau l'exploit et s'imposent 65-54, emmenés notamment par un Steffon Bradford intenable (23 points et 15 rebonds). En demi-finale, Nanterre retrouve l'ASVEL, et doit finalement s'incliner 68-57 face au futur vainqueur. Une nouvelle fois, c'est un joueur nanterrien, Adrien Moerman, qui remporte le trophée de MVP français de Pro B.
La saison 2008-2009 s'avère plus compliquée. Le club finit à la 9e place, aux portes des play-offs.
En 2009-2010, le club achève la saison régulière à la sixième place (21 victoires pour 13 défaites) et affronte Lille au premier tour des play-offs. Malgré une défaite au premier match (88-83), les verts et blancs remportent les deux matchs suivants (95-57 et 83-66). Accédant pour la première fois de son histoire en demi-finales de play-offs, la JSF Nanterre s'incline néanmoins en deux matchs face au CSP Limoges.
La saison 2010-2011 s'inscrit dans la continuité de la précédente. Emmené par sa triplette américaine Daniels - Carter - Riley, le club commence la saison sur les chapeaux de roues en enregistrant dix victoires sur les onze premières journées. Le club valide sa montée en Pro A à deux journées de la fin du championnat. La JSF Nanterre finit en tête de la saison régulière, synonyme d'accession à l'étage supérieur. Nate Carter, qui cumule 17,4 points et 5,5 rebonds de moyenne, est élu MVP étranger de la saison régulière, tandis que Pascal Donnadieu est désigné meilleur entraîneur. Qualifié en play-offs, le club affronte Le Portel en quarts de finale et se qualifie à l'issue du match d'appui, remporté 80-73. En demi-finale, Nanterre s'incline à domicile contre Fos-sur-Mer mais évite l'élimination en s'imposant à l'extérieur au cours du match retour (66-88, 25 points et 8 rebonds pour Mykal Riley). Une fois encore, le club s'impose au cours du match d'appui et se qualifie pour la finale du championnat de France de Pro B. La rencontre - qui se déroule en un match unique - a lieu le 11 juin au Palais Omnisports de Paris-Bercy et voit Nanterre s'imposer sur la JDA Dijon par 73-60. Nate Carter et Will Daniels réalisent tous deux un gros match en avec 22 points et 5 rebonds pour Carter et 15 points, 9 rebonds, 6 passes et 4 contres (32 d'évaluation, MVP du match) pour Daniels. Nanterre remporte le titre de champion de France de Pro B.
Pour ses débuts en Pro A, Nanterre termine 11e et réussit à se maintenir dans l'élite. 
Malgré un départ difficile (deux victoires sur les neuf premières rencontres), le club obtient plusieurs victoires prestigieuses (deux victoires contre l'ASVEL Lyon-Villeurbanne notamment) et boucle la saison à la 11e place avec un bilan de 14 victoires pour 16 défaites.

### Une ascension fulgurante puis un club installé au plus haut niveau
La formation francilienne fait face à des problèmes en interne. Le club atteint, malgré tout, la finale de la coupe de France et s'incline de peu face au Paris-Levallois (74-77). Mais ce groupe se retrouve notamment autour des valeurs qui ont fait la force du club depuis longtemps et termine huitième de la saison régulière, obtenant le droit de disputer les play-offs.
Face à Gravelines-Dunkerque (premier de la saison régulière et vainqueur de la Leaders Cup) puis Chalon-sur-Saône (champion de France en titre), Nanterre parvient à s'imposer en deux manches à chaque fois et atteint la finale du championnat de France pour y affronter Strasbourg (deuxième de la saison régulière). La JSF de Nanterre, avant-dernier budget de la Pro A, crée une grosse surprise en décrochant son premier titre de Champion de France pro A  (3 victoires à 1) et gagne le droit de participer à la compétition la plus importante au niveau européen : l'Euroligue.

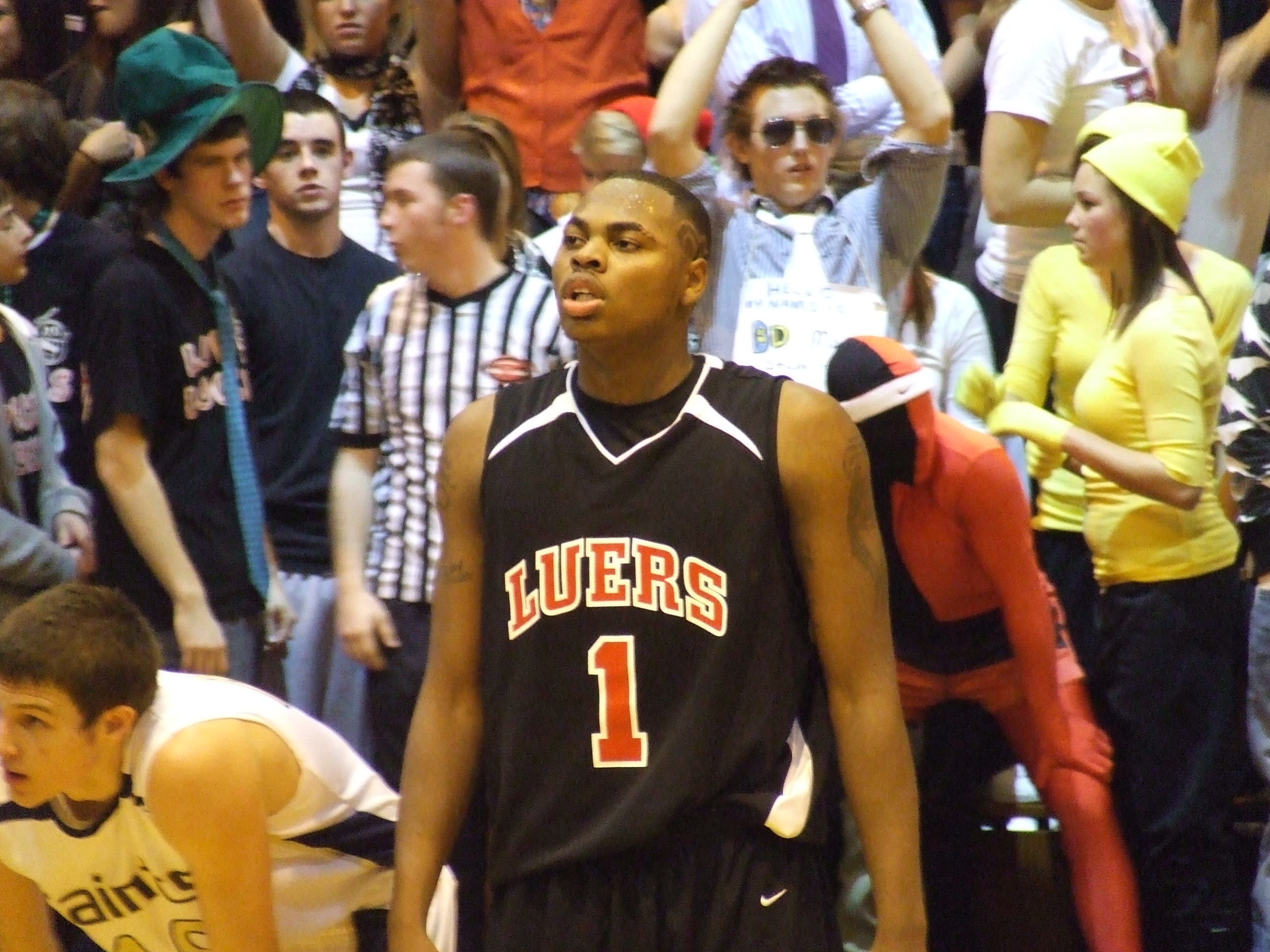
DeShaun Thomas, vainqueur de la coupe de France avec la JSF

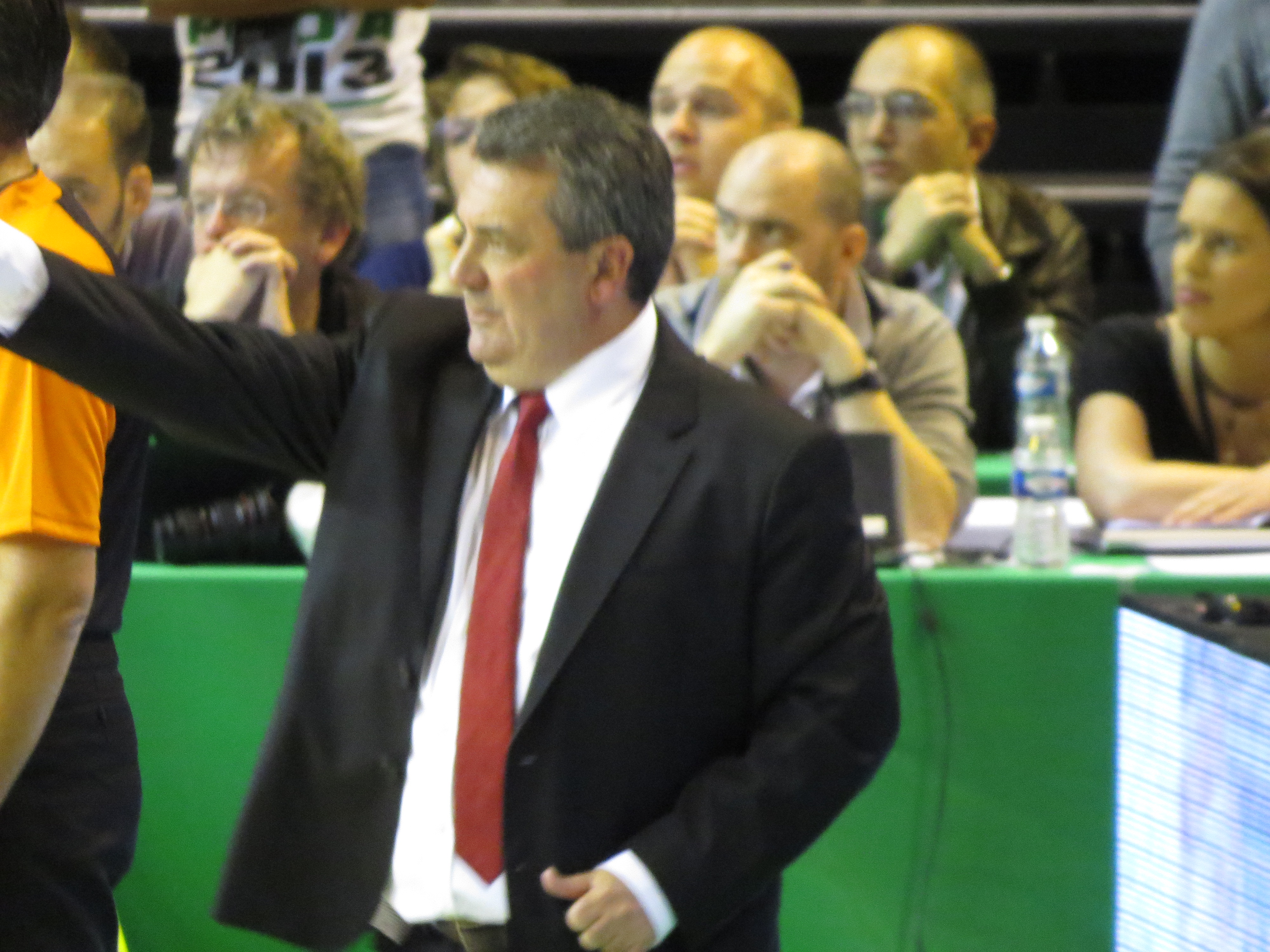
Pascal Donnadieu, entraîneur emblématique de la JSF

Après la défaite de Nanterre face au Paris-Levallois Basket lors du Match des champions, la saison 2013-2014 de Pro A commence parfaitement pour Nanterre qui remporte ses six premiers matchs et occupe la première place du classement jusqu'à la 7e journée. 
En Euroligue, la JSF effectue ses matchs à domicile à la Halle Georges-Carpentier de Paris. Les Franciliens perdent de peu leur premier match face au CSKA Moscou (59-62) et sont totalement dépassés la semaine suivante sur le parquet du Partizan Belgrade (43-73). Le 31 octobre 2013, la JSF de Nanterre se rend en Espagne pour y affronter la puissante équipe de Barcelone. Nanterre s'impose 71 à 67 dans un match à rebondissements ; cela faisait 15 ans qu'un club français ne s'était plus imposé face à Barcelone. La JSF enchaîne avec une victoire à domicile face au BK Boudivelnyk Kiev (80-61) lors de la 4e journée. Le club se rapproche de la qualification pour le Top 16 grâce à sa victoire face au Partizan Belgrade (62-61) lors de 7e journée. Cependant, Nanterre s'incline à Kiev 92-82 et voit le Top 16 s'éloigner. À la suite de son élimination en Euroligue,
Nanterre est replacée dans le top 32 de l'EuroCoupe (deuxième compétition européenne). Tous ses matchs se jouent à la Halle Georges-Carpentier et sont diffusés sur L'Équipe 21. Nanterre est dans la poule du club allemand d'Ulm, le club italien de Cantù et le club turc d'Izmir. Lors de la 2e journée, Nanterre s'impose à Izmir 84 à 79 grâce notamment à Trenton Meacham qui sera élu MVP de la journée d'EuroCoupe. Après trois matchs, Nanterre est invaincue et se rapproche de la qualification en 8e de finale. Nanterre s'incline, lors du déplacement à Ulm, sur le score de 86 à 72. Lors du 5e match, Nanterre enregistre une deuxième défaite consécutive en s'inclinant à Cantù 89 à 74. Le 19 février 2014, Nanterre valide sa qualification pour les 8e de finale de l'EuroCoupe en battant les turcs d’Izmir 76 à 57. Ils retrouveront en 8e de finale Kiev qui était dans le même groupe d'Euroligue que Nanterre. Nanterre s'inclinera à Kiev 97 à 87 puis 80 à 61 à domicile. Cette belle aventure s'arrête en 8e de finale face au BK Boudivelnyk Kiev.
Au terme d'une saison très relevée, Nanterre ne parvient pas à se qualifier pour les play-offs et termine 10e au classement mais la JSF remporte sa première coupe de France le 11 mai 2014 avec une victoire en finale 55 à 50 contre le SLUC Nancy.

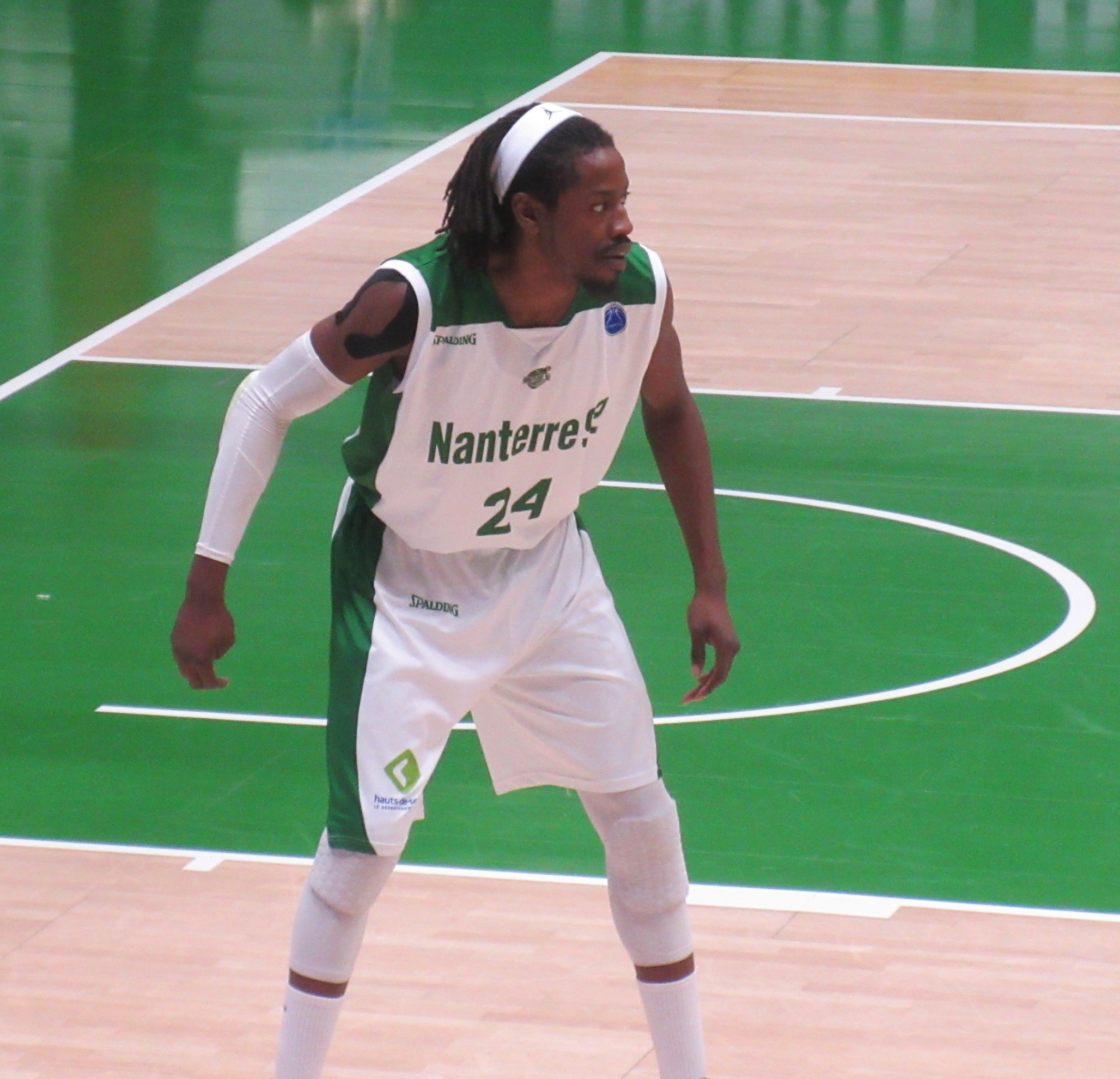
Mykal Riley, joueur emblématique de Nanterre 92.

Lors de la saison 2014-2015, la JSF réalise un bon mercato avec les arrivées de Mykal Riley, Jamal Shuler, T. J. Campbell ou encore Joseph Gomis. L'équipe débute parfaitement la saison et remporte le match des champions  contre le CSP Limoges. la saison régulière débute dans une lutte avec Limoges et Strasbourg pour la première place. Un exploit inattendu a lieu le 26 avril 2015 où la JSF Nanterre glane son premier titre européen, en battant Trabzonspor, 64 à 63 en finale de l'EuroChallenge en marquant à la dernière seconde, et rejoint ainsi Limoges, Nancy et Pau-Orthez dans le cercle fermé des clubs français titrés au niveau Européen,. 
Nanterre termine à la deuxième place de la saison régulière de Pro A. En 1/4 de finale des play-offs, la JSF rencontre le SLUC de Nancy et est éliminé d'entrée alors qu'elle faisait partie des favoris pour le titre.
Le 15 février 2016, le club change de nom passant de JSF Nanterre à Nanterre 92. Cette nouvelle identité marque ainsi le rapprochement du club avec le département des Hauts-de-Seine (92).
Le 22 avril 2017, l'équipe s'adjuge la Coupe de France - Trophée Robert Busnel en disposant du tenant du titre, Le Mans Sarthe Basket sur le score de 96-79 avec une belle performance à 3 pts (19/36). Le joueur Allemand Heiko Schaffartzik réalisera 8/11 derrière l'arc des 3 pts. Dans le même temps, Nanterre remporte son deuxième trophée européen en battant Chalon-sur-Saône en finale de la Coupe d'Europe FIBA.
Le 11 mars 2018, pour le compte de la 22e journée de première division, Nanterre 92 se délocalise à la U Arena pour affronter l'ASVEL Lyon-Villeurbanne. Les Nanterriens gagnent le match sur le fil (81-80) et battent avec 15 220 spectateurs le record d'affluence en France pour un match de basket-ball (hors équipe de France).
L'année 2019 marque l'entrée de Victor Wembanyama dans le basket professionnel en intégrant l'équipe après de bons résultats en équipe espoir et les équipes jeune depuis 2014. Il quitte le club en 2021 pour l'équipe de l'ASVEL Lyon-Villeurbanne puis le Metropolitans 92 avant d'être drafté par la NBA à la première place en 2023. 

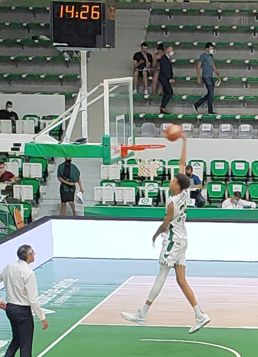
Victor Wembanyama dans sa dernière saison avec Nanterre 92 en 2021

En octobre 2021, Jean Donnadieu laisse sa place de président à un de ses fils, Frédéric. 
En mai 2024, après 37 ans comme entraineur du club, Pascal Donnadieu prend sa retraite. Il est remplacé par Philippe Da Silva.
Après une saison 2024-2025 mitigée où l'équipe finit à la 13e place, Da Silva quitte le club. Il est remplacé par Julien Mahé, ancien entraîneur de Saint-Quentin Basket-Ball. Mahé signe un contrat sur trois saisons.

## Palmarès
| Compétitions nationales | Compétitions internationales                                                                                             |
| - Championnat de France de Pro A (1) : - Champion : 2013 - Championnat de France de Pro B (1) : - Champion : 2011 - Coupe de France (2) : - Vainqueur : 2014 et 2017 - Finaliste : 2007 et 2013 - Semaine des As / Leaders Cup (0) : - Finaliste : 2014 et 2024 - Match des champions (2) : - Vainqueur : 2014, 2017 - Finaliste : 2013 | - Coupe d'Europe FIBA (1) : - Vainqueur : 2017 - EuroChallenge (disparue) (1) : - Vainqueur : 2015                       |
| - Championnat de France de Pro A (1) : - Champion : 2013 - Championnat de France de Pro B (1) : - Champion : 2011 - Coupe de France (2) : - Vainqueur : 2014 et 2017 - Finaliste : 2007 et 2013 - Semaine des As / Leaders Cup (0) : - Finaliste : 2014 et 2024 - Match des champions (2) : - Vainqueur : 2014, 2017 - Finaliste : 2013 | Compétitions de jeunes                                                                                                   |
| - Championnat de France de Pro A (1) : - Champion : 2013 - Championnat de France de Pro B (1) : - Champion : 2011 - Coupe de France (2) : - Vainqueur : 2014 et 2017 - Finaliste : 2007 et 2013 - Semaine des As / Leaders Cup (0) : - Finaliste : 2014 et 2024 - Match des champions (2) : - Vainqueur : 2014, 2017 - Finaliste : 2013 | - Championnat de France U18 Élite (0) : - Vice-champion : 2019 - Championnat de France U15 Élite (1) : - Champion : 2019 |

## Entraîneurs successifs
- 1987 - 2024 : Pascal Donnadieu
- 2024 - 2025 : Philippe Da Silva
- depuis 2025 : Julien Mahé

## Joueurs célèbres et marquants
- Mike Alard
- Maxime Beunard
- Steffon Bradford
- Jerome Brisson
- Stephen Brun
- Smaïla Camara[29],[30]
- Nate Carter
- Souarata Cissé
- Xavier Corosine
- Pascal Cusset
- Will Daniels
- Thomas Darnauzan
- Pascal Donnadieu
- Andrew Drevo
- Joachim Ekanga-Ehawa
- John Ford
- Evan Fournier
- David Georges[31]
- Nermin Gradascevic[32]
- Edwin Jackson
- Philippe Ladislas[33],[34]
- Mats Levin
- David Lighty
- Thomas Maroudin
- Ivan McFarlin
- Trent Meacham
- Adrien Moerman
- Jérémy Nzeulie
- Johan Passave-Ducteil[35]
- Guillaume Pons
- Mykal Riley
- Versile Shaw
- Heiko Schaffartzik
- Eric Schmieder
- Diamory Sylla
- Chris Warren
- Victor Wembanyama

## Bilan par saison
| Saison    | Div.          | Clas. | %Vic | Vic | Def | Playoffs         | Coupe de France   | Leaders Cup      | Coupes d'Europe                               | Entraîneur        |
| --------- | ------------- | ----- | ---- | --- | --- | ---------------- | ----------------- | ---------------- | --------------------------------------------- | ----------------- |
| 2004-2005 | Pro B         | 8e    | 54%  | 17  | 15  | Quarts de finale | 32e de finale     | -                | -                                             | Pascal Donnadieu  |
| 2005-2006 | Pro B         | 12e   | 45%  | 15  | 19  | -                | 32e de finale     | -                | -                                             | Pascal Donnadieu  |
| 2006-2007 | Pro B         | 2e    | 68%  | 23  | 11  | Quarts de finale | Finaliste         | -                | -                                             | Pascal Donnadieu  |
| 2007-2008 | Pro B         | 6e    | 56%  | 19  | 15  | Quarts de finale | Demi-finaliste    | -                | -                                             | Pascal Donnadieu  |
| 2008-2009 | Pro B         | 9e    | 48%  | 16  | 18  | -                | 32e de finale     | -                | -                                             | Pascal Donnadieu  |
| 2009-2010 | Pro B         | 6e    | 62%  | 21  | 13  | Demi-finaliste   | 8e de finale      | -                | -                                             | Pascal Donnadieu  |
| 2010-2011 | Pro B         | 1er   | 71%  | 24  | 10  | Champion         | 16e de finale     | -                | -                                             | Pascal Donnadieu  |
| 2011-2012 | Pro A         | 11e   | 47%  | 14  | 16  | -                | 8e de finale      | -                | -                                             | Pascal Donnadieu  |
| 2012-2013 | Pro A         | 8e    | 50%  | 15  | 15  | Champion         | Finaliste         | -                | -                                             | Pascal Donnadieu  |
| 2013-2014 | Pro A         | 10e   | 53%  | 16  | 14  | -                | Vainqueur         | Finaliste        | Euroligue : 1er tour EuroCoupe : 8e de finale | Pascal Donnadieu  |
| 2014-2015 | Pro A         | 2e    | 74%  | 25  | 9   | Quarts de finale | 8e de finale      | Quarts de finale | EuroChallenge : Vainqueur                     | Pascal Donnadieu  |
| 2015-2016 | Pro A         | 8e    | 62%  | 21  | 13  | Quarts de finale | Demi-finaliste    | Quarts de finale | EuroCoupe : Saison régulière                  | Pascal Donnadieu  |
| 2016-2017 | Pro A         | 3e    | 74%  | 25  | 9   | Quarts de finale | Vainqueur         | Demi-finale      | Coupe d'Europe FIBA : Vainqueur               | Pascal Donnadieu  |
| 2017-2018 | Pro A         | 7e    | 55%  | 19  | 15  | Quarts de finale | Demi-finaliste    | Demi-finale      | Ligue des Champions : 8e de finale            | Pascal Donnadieu  |
| 2018-2019 | Jeep Élite    | 4e    | 67%  | 23  | 11  | Demi-finaliste   | Quarts de finale  | Quarts de finale | Ligue des Champions : Quarts de finale        | Pascal Donnadieu  |
| 2019-2020 | Jeep Élite    | -     | -    | -   | -   | -                | Tour préliminaire | Quarts de finale | EuroCoupe : Saison régulière                  | Pascal Donnadieu  |
| 2020-2021 | Jeep Élite    | 10e   | 50%  | 17  | 17  | -                | 8e de finale      | -                | EuroCoupe : Top 16                            | Pascal Donnadieu  |
| 2021-2022 | BetClic Élite | 10e   | 50%  | 17  | 17  | -                | 32e de finale     | -                | -                                             | Pascal Donnadieu  |
| 2022-2023 | BetClic Élite | 13e   | 41%  | 14  | 20  | -                | 16e de finale     | -                | -                                             | Pascal Donnadieu  |
| 2023-2024 | BetClic Élite | 5e    | 59%  | 20  | 14  | Quarts de finale | Quarts de finale  | Finaliste        | -                                             | Pascal Donnadieu  |
| 2024-2025 | BetClic Élite | 13e   | 37%  | 11  | 19  | -                | 8e de finale      | -                | Ligue des Champions: Quarts de finale         | Philippe Da Silva |
| 2025-2026 | BetClic Élite | -     | -    | -   | -   | -                |                   | -                | -                                             | -                 |

## Affluences
Depuis longtemps, les supporters de la JSF Nanterre se retrouvent au Palais des sports Maurice-Thorez pour encourager leur équipe. En 2014, le Palais des sports est agrandi pour doubler sa capacité d'accueil. Pour la saison 2015-2016, le nombre de places passe donc de 1500 à 3004.
Ci-dessous, le tableau qui présente l'affluence au Palais des sports Maurice-Thorez pour chaque saison :
| Saison            | Affluence moyenne (Total saison) |
| ----------------- | -------------------------------- |
| 2004-2005 (Pro B) | 1 220 (22 239)                   |
| 2005-2006 (Pro B) | 1 033 (17 568)                   |
| 2006-2007 (Pro B) | 1 276                            |
| 2007-2008 (Pro B) | 1 144                            |
| 2008-2009 (Pro B) | 1 171                            |
| 2009-2010 (Pro B) | 1 154 (19 618)                   |
| 2010-2011 (Pro B) | 1 173 (19 934)                   |
| 2011-2012 (Pro A) | 1 377                            |
| 2012-2013 (Pro A) | 1 401                            |
| 2013-2014 (Pro A) | 1 484                            |
| 2014-2015 (Pro A) | 1 491                            |
| 2015-2016 (Pro A) | 2 298                            |
| 2022-2023(Pro A)  | 3 294                            |
| 2023-2024 (Pro A) | 3 309                            |
| 2024-2025 (Pro A) | 3 269                            |

## Équipementiers
| Période     | Équipementier       | Réf.   |
| ----------- | ------------------- | ------ |
| 2011 – 2017 | Spalding            | [ 55 ] |
| 2017 – 2019 | Nike                | [ 56 ] |
| 2019 – 2022 | Kappa               | [ 57 ] |
| 2022 – 2025 | Peak Sport Products | [ 58 ] |
| Depuis 2025 | Nike                |        |